# توماس ستيفن
توماس ستيفن (بالألمانية: Thomas Steffen)‏ هو قانوني ومحامي ألماني، ولد في 1961 في زيمرن في ألمانيا.